# Вердикт за гроші (фільм)
«Вердикт за гроші» (англ. Runaway Jury) — американська драма 2003 року від режисера Гері Фледера.
Ця екранізація є адаптацією книги Джона Грішема «Вердикт», але має певні відмінності.
У відповідності з книгою, позивач, Селеста Вуд, намагається боротися з тютюновою компанією, тоді як у фільмі, мова йде про компанію з продажу вогнепальної зброї. Відповідно, Селеста заявляє, що передчасна смерть її чоловіка була викликана палінням цигарок, які виробляла тютюнова компанія.

## Сюжет
Сюжет кінокартини розвивається навколо судового позову проти компанії з виробництва зброї. З пістолета, який був вироблений цією фірмою, були застрелені одинадцять чоловік і ще п'ятеро важко поранені. Суд присяжних розглядає справу Селести Вуд. Позивач, молода американська жінка, на стороні якої відомий адвокат, що лобіює заборону вільного продажу зброї. Відповідач, виробник зброї, на стороні якого величезні гроші, і відомий професійний «розробник» присяжних, який використовує всілякі незаконні методи тиску на останніх.

## В ролях
- Джон К'юсак — Ніколас Істер, також Джефрі Кьор
- Рейчел Вайс — Габріелла Брандт, також Марлі
- Дастін Гоффман — Уендел Рор, адвокат, який представляє Селесту Вуд
- Джин Гекмен — Ренкін Фітч, консультант по присяжним зі сторони відповідача
- Джеремі Півень — Лоренс Грін, консультант по присяжним зі сторони позивача
- Брюс Девісон — Дервуд Кейбл, адвокат компанії
- Брюс Макгілл — суддя Харкін
- Маргерит Моро — Аманда Монро, асистентка Фітча
- Нік Сірсі — Дойл, перший асистент Фітча
- Ліленд Орсер — Лемб, другий асистент Фітча
- Лорі Хьорінг — Максин, ассистентка Фітча
- Нестор Серрано — Янович, третій асистент Фітча
- Джоанна Гоінг — Селеста Вуд, вдова и истец
- Ділан Макдермотт — Джейкоб Вуд, чоловік Селести Вуд
- Андреа Пауел — Дебора, секретар Джейкоба
- Керол Саттон — Лу Делл, судовий пристав

### Присяжні
- Джеррі Бамман — Герман Граймс
- Билл Нанн — Лонні Шейвер
- Кліфф Кертіс — Френк Ерера
- Хуанита Йеннингс — Лорен Д'юк
- Нора Данн — Стелда Х'юлік
- Расті Швімер — Миллі Дюпре
- Дженнифер Билз — Ванеса Лембек
- Гай Торі — Едді Віз
- Рода Гріфіс — Рікі Коулман
- Луїс Гузман — Джері Ернандес
- Фалоні Р. Харіс — Сильвіа ДеШейзо
- Корі Інгліш — Лідя Дітс

## Дохід
Фільм приніс $ 49 440 996 в Сполучених Штатах і $ 80 154 140 у всьому світі.

## Відгуки
Фільм отримав в цілому позитивні відгуки від критиків, та отримав 73 % рейтингу «Rotten Tomatoes», а сам фільм назвали «неправдоподібним, але розважальним в жанрі трилер про закон». На Metacritic, фільм має середній бал 61 з 100, базуючись на 38 відгуках критиків, що вказуює на «загалом сприятливу оцінку». Аудиторія, опитана компанією CinemaScore, дала фільму оцінку «A-» на шкалі A + до F.
Джон Грішем сказав, що це «розумне» кіно, і був розчарований, що заробив так мало грошей.